# Khanna

Khanna är en stad i delstaten Punjab i norra Indien, och tillhör distriktet Ludhiana. Folkmängden uppgick till 128 137 invånare vid folkräkningen 2011.